# Vojna ljekarna
Vojna ljekarna ili vojna apoteka (grč. ἀποθήκη, apoteka, skladište, spremište) je zdravstvena ustanova koja je bavi farmaceutskim uslugama kao što su nabava, izrada te ispitivanje lijekova i drugih sanitetskih materijala. Osim toga apoteka njima opskrbljava stanovništvo i druge zdravstene ustanove.

## Uloga vojne ljekarne
Vojna apoteka je sanitetska ustanova za nabavu, izradu i ispitivanje lijekova i drugog sanitetskog materijala kojim opskrbljuje jedinice i vojne sanitetske ustanove (bolnice, ambulante i dr.) i pripadnike vojske, a u miru i članove njihovih obitelji. Mirnodopske i ratne vojne apoteke nalaze se u sastavu određenih sanitetskih ustanova i jedinica ili funkcioniraju kao samostalne ustanove. Između pojedinih vrsta mirnodopskih i ratnih vojnih ljekarni postoje razlike u pogledu zadataka, obima i uvjeta rada, strukture osoblja, opreme i rezervi sanitetskog materijala kojima raspolažu. U nekim vojskama (Francuska, SAD) vojne ljekare izdaju samo lijekove, a opskrbu ostalim sanitetskim materijalom obavljaju drugi organi (grane) sanitetske službe.

## Povijesni razvoj
Već u najstarijim vremenima ljekarnici su pratili vojske s malim priručnim apotekama. Prve vojne apoteke ustrojavaju se 1427. u Brandenburgu i 1487. u španjolskoj vojsci. Međutim, sve do 18. stoljeća broj vojnih ljekarni je veoma mali, u mnogim vojskama ih i nema.

#### Od 18. do 20. stoljeća
U ruskoj vojsci uvodi ih Petar I. Veliki, u svaku diviziju po dvije, a u armiji jednu poljsku ljekarnu. U Njemačkoj, na osnovu Pravila o pruskim poljskim bolnicama iz 1787., poljske apoteke s potrebnim stručnim osobljem i sredstvima formirane su u sastavu svih bolnica. Sličan tip ljekarne (Feldapotheken) oformljen je i u austrougarskoj vojsci, s tim što su apoteke u Vojnoj krajini potpale su pod vojno zapovjedništvo u Zagrebu. U Kneževini Srbiji,1836. godine je u Kragujevcu otvorena Dvorska i vojna ljekarna, a 1862. u sastavu Glavne vojne bolnice u Beogradu osnovana je prva bolnička ljekarna.
Od druge polovice 19. stoljeća pa do Prvog svjetskog rata, a naročito u ratu, broj vojnih apoteka povećan je gotovo u svim vojskama. U francuskoj vojsci ima ih svaka divizija, u austrougarskoj su formirane i u garnizonima, a po uzoru na francusku vojsku. U srpskoj vojsci, poslije reorganizacije na Krfu (Κέρκυρα), ustrojene su ljekarne u divizijama, armijskim poljskim bolnicama i rezervnim vojnim bolnicama.

#### 20. stoljeće
Poslije Prvog svjetskog rata u većini vojski formirane su vojne apoteke u bolnicama svih vrsta. U Kraljevskoj jugoslavenskoj vojski, npr. postojale su ljekarne u sastavu stalnih i privremenih bolnicama. U većim bolničkim ljekarnama stručni rad širi se i na medicinsko-biokemijska, bromatološka i toksikološko-kemijska ispitivanja.
Tijekom Drugog svjetskog rata na području obuhvaćenom NOB-om prva vojna ljekarna pokrenuta je tijekom srpnja 1942. u selu Stabni, oko 8 km zapadno od sela Plužina (Apoteka Vrhovnog štaba) a već u rujnu, Statutom sanitetske službe NOV i POJ, propisuje se njihovo uvođenje i u ostale jedinice. Od 1943. formiraju se bolničke, teritorijalne (vojna područja) i druge ljekarne, a u brigadama i odredima ustrojene su priručne apoteke.
Poslije Drugog svjetskog rata u pogledu funkcioniranja vojne farmaceutske službe učinjene su mnoge promjene u odnosu na ranija razdoblja. Mirnodopske vojne ljekarne zadržavaju raniju namjenu i organizacijsku strukturu, ali je zato povećan broj drugih vrsta apoteka i proširena njihova djelatnost. U sastavu stalnih vojnih bolnica i ambulanti, ljekarne su formirane kao zasebne organizacijske jedinice, a u teritorijalnim organima (područja, okruzi, garnizoni) kao samostalne sanitetske institucije. Zbog ograničenih mogućnosti izrade lijekova, mnoge vojske predviđaju da u ratnim uvjetima umjesto ratnih vojnih apoteka formiraju u operativnim jedinicama posebni odjeli za sanitetsku opskrbu koji bi izdavali gotove lijekove. Ratne vojne apoteke zadržale bi se, uglavnom, u određenim sanitetskim ustanovama operativne vojske i, posebno, kao vojnoteritorijalne ljekarne.

## Vrste vojnih ljekarni
Prema pripadnosti, strukturi, zadacima, vrsti i obimu stručnog rada, u suvremenim vojskama postoji više vrsta vojnih ljekarni:
1. Ljekarne jedinica operativne vojske (divizija, brigada) opskrbljuju sanitetskim materijalom svoje jedinice, divizijsku (brigadnu) sanitetsku ustanovu i lica iz svog sastava. U divizijama (brigadama) gdje ne postoje formacijske apoteke, njihovu funkciju u miru obavljaju teritorijalne (garnizonske) vojne ljekarne, a u ratu formacijske jedinice za sanitetsku opskrbu (npr. Section de ravitaillement sanitaire u francuskoj, a Division Medical Supply Section u armiji SAD). U pukovnijama i nižim jedinicama ne postoje formacijske ljekarne u miru i u ratu, već samo određene količine lijekova i drugog sanitetskog materijala kojim rukuju ljekarnici, farmaceutski tehničari ili drugo srednje medicinsko osoblje.
2. Brodska ljekarna je priručno skladište lijekova i ostalog sanitetskog materijala za prvu pomoć i liječenje oboljelih i povrijeđenih članova posade. Pripada većem plovnom objektu koji ima brodsku bolnicu ili ambulantu. Radi osiguranja lijekova u slučaju oštećenja pojedinih dijelova broda, brodske apoteke na ratnim brodovima smještaju se u dva ili više skladišta, a lijekove, zavoje i drugi sanitetski materijal čuvaju u tipiziranoj ambalaži.
3. Bolnička ljekarna je organizacijski dio bolnice sa zadatkom da opskrbljuje sve njezine dijelove materijalom za zbrinjavanje povrijeđenih i oboljelih te je opremljen za laboratorijski rad. U tim apotekama stručni farmaceutski rad zastupljen je u većem opsegu (izrađuju se galenski pripravci, sterilne otopine i dr.). Veće bolničke ljekarne u miru imaju i posebnu galenski laboratorij i laboratorij za kontrolu lijekova. Rad i struktura bolničkih apoteka u ratu zavisi od zadataka i uvjeta u kojima radi ustanova u čijem se sastavu ona nalazi.
4. Garnizonska ljekarna opskrbljuje lijekovima i sanitetskim materijalom ambulantu i jedinice garnizona, a u miru i pripadnike vojske i članove njihovih obitelji.
5. Teritorijalna ljekarna (vojnog okruga, područja i dr.) opskrbljuje sanitetskim materijalom vojnosanitetske ustanove i jedinice koje su joj dane na opskrbu, a po potrebi obavlja funkciju i garnizonske apoteke. U nekim vojskama (SAD i Francuske) teritorijalne ljekarne su viši tip apoteka, jer, osim opskrbe one proizvode i ispituju lijekove.
6. Priručna ljekarna je specijalno odabran i upakiran asortiman lijekova i drugog sanitetskog materijala, namijenjen, prvenstveno za ukazivanje prve pomoći pojedincu ili grupi (posadi) Postoje, npr. priručne apoteke za letačko osoblje, posade manjih brodova, čamaca, motornih vozila, tenkova, padobrance i dr.